# Antiaméricanisme
 (juillet 2024).
Si vous disposez d'ouvrages ou d'articles de référence ou si vous connaissez des sites web de qualité traitant du thème abordé ici, merci de compléter l'article en donnant les références utiles à sa vérifiabilité et en les liant à la section « Notes et références ».
L'antiaméricanisme (ou anti-américanisme) est une position de méfiance ou d'hostilité à l'égard des États-Unis et plus particulièrement de leur politique extérieure. Cependant, il s'exprime aussi parfois envers la société, l'histoire, la culture ou le peuple américain. L'antonyme d'antiaméricanisme est américanisme.
Les Européens critiquent régulièrement l'« interventionnisme » américain, l'omniprésence de la langue anglaise, etc. L'Amérique latine est une autre terre traditionnelle de l'antiaméricanisme à cause de la politique menée par les États-Unis dans le cadre de la Doctrine Monroe sur cette partie du continent, comme le débarquement de la baie des Cochons d'avril 1961, l'occupation par les marines US de la République dominicaine le 28 avril 1965, ou le coup d'État de Pinochet soutenu par la CIA. D'autres[Qui ?] affirment que l'argument de la politique des États-Unis sert à justifier l'échec relatif des démocraties et des économies sud-américaines. Le sentiment antiaméricain s'est répandu également dans le reste du monde, en particulier dans le monde arabe.

## Histoire
L'Amérique fut, très tôt, considérée comme un continent que l'Europe pouvait coloniser. L'évêque et philosophe irlandais George Berkeley exprima en 1726 la théorie de la translatio imperii, studii et religionis, à savoir que le transfert de la puissance, le pouvoir impérial, suivait d'est en ouest la course du soleil : l'Europe était à la pointe de la civilisation après que l'Orient et les Arabes eurent joué ce rôle. Les Amériques constituaient le prolongement logique de cette rotation.
Cependant, de retour d'un voyage aux États-Unis, Charles Dickens exprima en 1842 sa déception : il publia un carnet de voyage (American Notes) critique vis-à-vis de la société américaine, en particulier du faible attachement au terroir et du manque de savoir-vivre. Les États-Unis représentaient, pour les Européens, la possibilité d'améliorer leur condition économique. Les Irlandais victimes de la famine, les Scandinaves, les Russes, les Burgenlandais et les Italiens émigrèrent en masse. Pour les opposants politiques, l'exil était une possibilité d'éviter l'emprisonnement : en 1848 les États-Unis connurent une vague d'immigration qui exporta d'Europe vers le Nouveau Monde le mécontentement social. Le caractère universaliste de la Révolution française et les bonnes relations entre les deux pays consécutives à l'intervention de la France dans la guerre d'indépendance de 1776 permirent à un Américain, Thomas Paine, de siéger en septembre 1792 à la Convention nationale.
Au XXe siècle, les États-Unis devinrent un mauvais exemple socio-économique aux yeux de la majorité syndicaliste ; le fordisme et le taylorisme naissants furent considérés comme inhumains : Bertolt Brecht critiqua le « capitalisme nu ». Dans les années 1920, les films et les compagnies américaines arrivèrent en Europe. La chanteuse noire Joséphine Baker obtint un grand succès en Europe et y devint l'un des symboles de l'Amérique bien que le jazz fût considéré par l'élite américaine comme un-American (non américain)[réf. nécessaire]. Dans le même temps, la participation des États-Unis à la Première Guerre mondiale engendra un sentiment antiaméricain dans les puissances des empires centraux. Il se renforça durant le marasme économique de la Grande Dépression. En Allemagne, l'idée que les États-Unis étaient dirigés par une conspiration juive se répand à la fin de l'empire.
Avec la fin de la Seconde Guerre mondiale et la défaite du nazisme, le monde connut une bipolarisation entre l'Union des républiques socialistes soviétiques communiste et les États-Unis capitalistes. Un antiaméricanisme inspiré par l'idéologie communiste fut imposé dans les pays d'Europe centrale et de l'Est et relayé par les partis communistes des pays alliés des États-Unis. En réaction à une prétendue menace soviétique, les dirigeants américains menèrent une politique anticommuniste qui culmina avec le maccarthysme pendant la guerre froide. Le harcèlement des personnes accusées d'avoir des sympathies communistes fut utilisé par les détracteurs des États-Unis[réf. nécessaire] comme un argument montrant la faiblesse de la démocratie américaine. De leur côté, les admirateurs des États-Unis tentent de trouver des justifications à cette période sombre de l'histoire américaine. L'écrivain et journaliste français Jean-François Revel affirme ainsi dans son ouvrage l'Obsession anti-américaine :

« quelque odieux qu'aient été le maccarthysme et McCarthy, pourquoi omettre de constater que c'étaient les Américains eux-mêmes, républicains en tête, qui avaient déboulonné en moins de quatre ans l'encombrant sénateur ? En outre, c'est un fait que l'espionnage soviétique permit à Moscou de gagner plusieurs années dans la construction de sa bombe atomique. On avait déjà prouvé en 1970 que les époux Rosenberg étaient effectivement des agents du Komintern et que leur rôle fut des plus néfastes. Alger Hiss, un des collaborateurs les plus proches du président Franklin Roosevelt, notamment à la conférence de Yalta, travaillait pour les services de soviétiques. »

Les États-Unis décidèrent durant la guerre froide de déstabiliser ou renverser des régimes démocratiques qu'ils craignaient de voir verser dans le communisme (voir coup d'État du 11 septembre 1973 au Chili contre Salvador Allende) et de soutenir des régimes non démocratiques (par exemple l'Arabie saoudite[réf. nécessaire]). Le bombardement de Dresde fut un acte anglo-américain projeté par Winston Churchill[réf. nécessaire]. Durant le même temps, la contre-culture américaine, pacifiste, conquérait l'Europe.
Le soutien des États-Unis à Israël depuis sa création en 1948, puis le maintien de troupes « infidèles » en Arabie saoudite, pays des lieux saints de l'islam, après la guerre du Golfe, contribuèrent à développer un sentiment antiaméricain dans le monde arabe. Il fut entretenu par certains gouvernements autoritaires (en Syrie ou en Iran) qui firent des États-Unis un exutoire du mécontentement populaire[réf. nécessaire] ; ce sentiment est également alimenté par les fondamentalistes musulmans.
Les attentats du 11 septembre 2001 provoquèrent un grand élan de sympathie en Europe vis-à-vis des États-Unis. La gestion, qualifiée d'« unilatérale » et contestée, de la menace terroriste par le pays (détention illimitée de suspects à Guantanamo sans recours possible, intervention militaire en Irak en 2003, scandale d'Abou Ghraib, soutien aux méthodes israéliennes contestées de lutte contre les groupes palestiniens terroristes[réf. nécessaire]) a vraisemblablement fait diminuer cette sympathie et nourri une nouvelle vague d'antiaméricanisme dans le monde arabe, en Europe et au Canada.

## Facettes de l’antiaméricanisme

### Critique économique

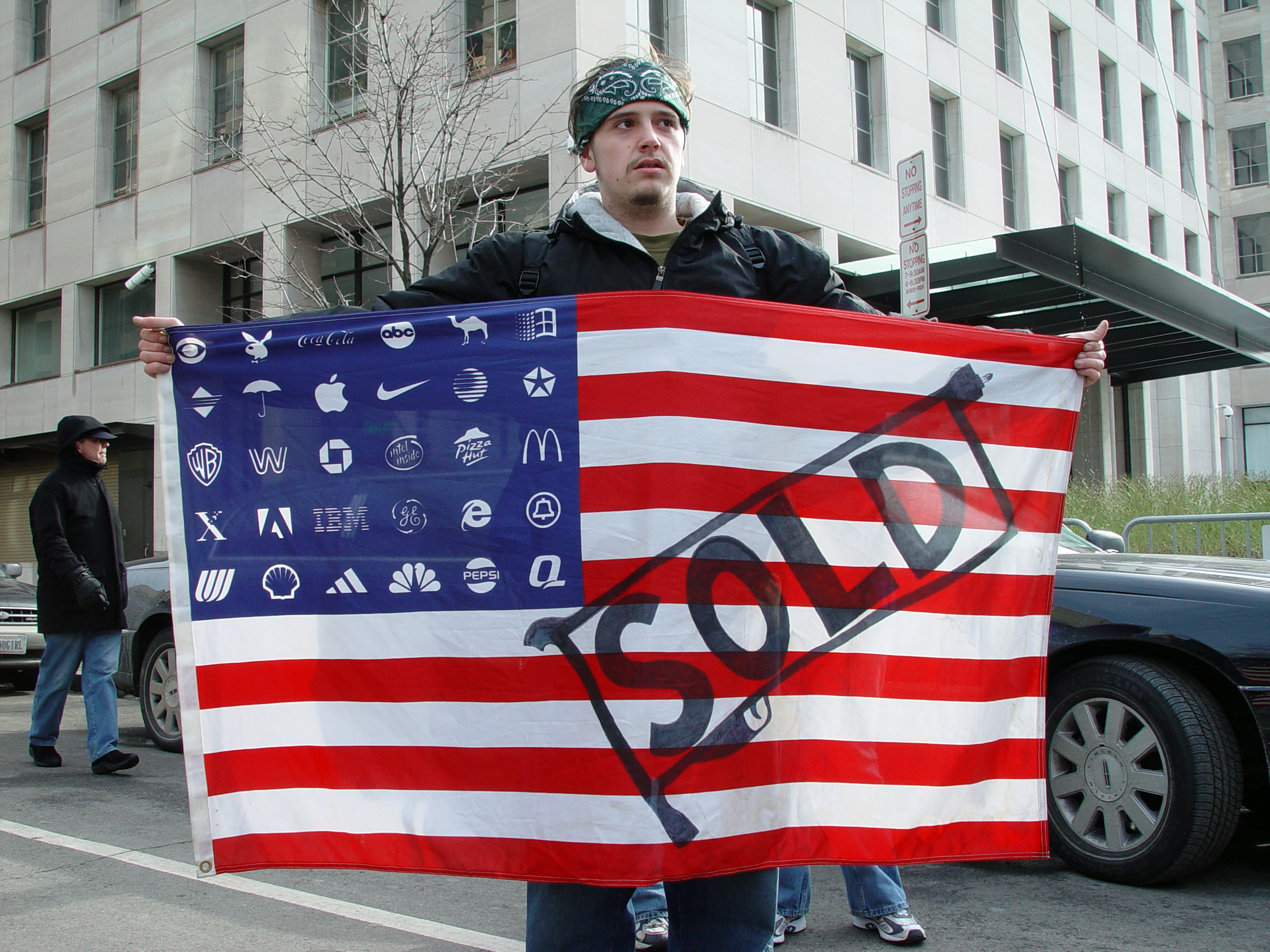
Détournement du drapeau américain lors de la seconde investiture de George W. Bush à Washington (2005).

La critique économique porte le plus souvent sur les profondes inégalités engendrées par la déréglementation des marchés et la disparition progressive, partielle ou totale, des services publics au profit du secteur privé. Les écarts de revenus et de patrimoine, l'inégalité d’accès aux études, la surreprésentation des minorités en prison sont souvent évoqués,. Des experts éminents, comme Maurice Allais, prix Nobel français d'économie, proposent des réformes fondamentales du système économique américain "ultralibéral", qui serait selon eux responsable de la pauvreté et de la désagrégation des structures sociales. Bien que la critique systématique ait connu une quasi-disparition avec l'effondrement du bloc communiste en 1989–1991, le mouvement altermondialiste a repris cet angle d'attaque. En effet, presque toute la classe politique (de l'extrême gauche à l'extrême droite) admet que le capitalisme est source d'inégalités ; la politique américaine étant toujours plus libérale que celle des pays Européens, beaucoup dénoncent le mépris de l'économie des pays défavorisés ou même les problèmes sociaux liés au capitalisme. Les crises boursières comme le krach de 1929 ou la crise bancaire et financière de l'automne 2008 provoquent une certaine méfiance de la part des pays affectés. Par ailleurs il s'est souvent dit que si la majorité de la population américaine disposait d'un niveau de vie supérieur au reste du monde, c'était grâce à leurs multinationales qui exploitaient les peuples étrangers (excepté ceux des pays communistes) et qu'ils entendaient protéger par un interventionnisme parfois armé. Cette idée aboutit en Uruguay à l'enlèvement, puis à l'exécution, en 1970, d'un agent américain, Dan Mitrione, qui partageait son expérience dans le domaine de la torture avec la police de divers pays latino-américains.
Les États-Unis sont également accusés de vivre aux dépens du reste du monde car ils possèdent un déficit commercial important et persistant. Dans son ouvrage Un autre monde contre le fanatisme du marché, Joseph E. Stiglitz, prix Nobel d'économie en 2001, évoque les problèmes que pose le déficit commercial des États-Unis. Le déficit commercial des États-Unis précise-t-il n'est pas soutenable et est source d'instabilité financière internationale (en cas de forte baisse du dollar, hausse de l'euro, etc.). Les États-Unis financent leur déficit commercial par les emprunts à l'étranger et non par l'épargne. Il ajoute qu'alors que les États-Unis ont été par le passé les plus grands créanciers du monde, ils en sont devenus les plus grands débiteurs.
Les pays européens scrutent la croissance américaine car ils savent que leur propre santé économique dépend de celle des États-Unis. Ce développement est cependant inégal car les pays riches importent des pays pauvres surtout des matières premières bon marché pour y exporter soit des biens de consommation à forte valeur ajoutée soit des produits subventionnés. Ces produits subventionnés faussent le marché des pays vers lesquels ils sont exportés, ce qui provoque la disparition de secteurs entiers de l'économie locale. Les États-Unis et l'Union européenne se voient souvent reprocher de fausser la concurrence mondiale par le biais de subventions (agriculture, aéronautique) et de porter atteinte, en particulier, aux pays agricoles du tiers monde. Les altermondialistes[réf. nécessaire], quant à eux, dénoncent systématiquement le libéralisme commercial qui développe la fracture entre pays pauvres et pays riches, ainsi que la fracture entre riches et pauvres à l'intérieur même des pays développés.

### Critique antireligieuse

#### L’importance de la religion
Dans sa forme antireligieuse, l'antiaméricanisme[réf. nécessaire] critique la place importante qu'occupe la religion dans la société américaine.
Avant même la Déclaration d'indépendance, les treize colonies britanniques en Amérique étaient réputées pour leur tolérance religieuse. Les huguenots français, les protestants néerlandais et allemands, les quakers anglais, les juifs, les amish allemands fuyaient l'Europe à cause des persécutions religieuses pour trouver asile aux États-Unis. William Penn, par exemple, a voulu transformer la ville de Philadelphie en la ville de la fraternité et de l'amitié interconfessionnelle (ce qui explique d'ailleurs le nom de la ville, φιλαδελφία) (philadelphía), « amour fraternel »). Dans la Philadelphie du XVIIIe siècle se côtoyaient temples protestants et églises catholiques. Plus tard allaient s'ajouter des mosquées, des synagogues, des églises orthodoxes, etc. Cette politique d'hébergement des minorités religieuses est la cause principale de l'influence de certains groupes religieux dans certaines régions des États-Unis. À ces régions s'opposent les régions fortement urbanisées des côtes est et ouest, qui sont réputées « libérales ».
La séparation de l'État et de l'Église est inscrite dans le premier amendement de la Constitution des États-Unis, qui interdit l'établissement d'une Église d’État, mais le secularism américain n'interdit pas l'expression des opinions religieuses dans l'espace public comme le fait la laïcité française (on estime aux États-Unis qu'abriter et protéger les minorités religieuses implique de les laisser s'exprimer). La présence importante de la religion chrétienne dans le débat public est l'objet de vives critiques en France et ailleurs (y compris aux États-Unis) : la mention de Dieu sur les billets de banque (In God we trust : « Nous avons confiance en Dieu »), l'interdiction faite, dans certaines écoles et pour motifs religieux, d'enseigner la théorie de l'évolution de Charles Darwin ou l'instauration d'un jour de prière par le Sénat pour la protection de l'Amérique y sont particulièrement mal perçus.
Les États-Unis sont également accusés de faire preuve d'une islamophobie inspirée par les chrétiens fondamentalistes américains, par le groupe de pression sioniste ou par le racisme, alors que leur motivation officielle est d'ordre sécuritaire.[réf. nécessaire]
Durant la présidence de Bill Clinton, les États-Unis reprochèrent à leurs alliés européens de ne pas respecter la liberté de culte notamment à cause des refus allemand et français de reconnaître l'Église de scientologie comme telle au lieu de la considérer comme une secte. Cette ingérence dans les affaires religieuses européennes est globalement mal perçue par l'opinion publique des pays concernés, alors même que les jugements venus d'Europe sur la liberté de culte américaine sont rejetés aux États-Unis.[réf. nécessaire]

### Critique en matière de mœurs
Les antiaméricains considèrent[réf. nécessaire] que les États-Unis sont un pays « puritain », ce qui impliquerait une société à la morale austère et refusant toute libéralisation des mœurs. Le contraste de cette société avec le mouvement hippie des années 1960, remettant en question les valeurs bourgeoises et le conformisme en utilisant, par exemple, le nudisme et le naturisme, semble être contradictoire avec cette volonté puritaine. Aujourd’hui, le secteur des loisirs nus représente environ 400 millions de dollars chaque année aux États-Unis ; le chiffre d’affaires des films pornographiques américains est comparable à celui d’Hollywood ; le taux de divorce est l’un des plus élevés du monde. En 2004, 62 % des Américains étaient favorables à la reconnaissance d'un statut légal des unions homosexuelles (mariage ou union civile) ; 66 % des Américains considèrent l'avortement comme un droit et 1,29 million de femmes ont subi une IVG en 2002 aux États-Unis, soit un taux proche de 5 pour mille, qui est l'un des plus forts des pays riches.
L'antiaméricanisme peut également être à l'inverse « antilibéral » : les personnes[réf. nécessaire] ayant des croyances religieuses critiquent souvent la décadence morale des États-Unis (par exemple en raison de l'industrie pornographique, de la tenue vestimentaire des femmes, et de la perte des valeurs religieuses). Il est toutefois à noter que ces critiques sont présentes autant aux États-Unis qu'ailleurs dans le monde[réf. nécessaire] ; elles ne sont donc pas automatiquement associées à de l'antiaméricanisme.

### Critique anti-impérialiste
Une forme anti-impérialiste assimile les interventions militaires, économiques ou diplomatiques américaines à une nouvelle forme de « colonisation ». L'unilatéralisme est une accusation souvent portée ; l'historien Tony Judt résume que les Américains « sont peu enclins à participer aux initiatives et aux accords internationaux, que cela soit dans la question du réchauffement climatique, celle des armes biologiques, celle du droit pénal international (Cour pénale internationale) ou celle du droit des femmes ».
Les adversaires des États-Unis[réf. nécessaire] soulignent les faiblesses et les carences de la démocratie américaine (notamment le bipartisme). Ils agiraient aussi non pour diffuser la démocratie dans le monde mais pour protéger leurs intérêts.
Le fait qui provoqua la plus grande vague d'antiaméricanisme dans le monde au XXe siècle fut la guerre du Viêt Nam. Début 1967, dans une biographie sur Ho Chi Minh traduite en quatorze langues, Jean Lacouture traita de « lâche » la majorité du peuple américain. De novembre 1966 à décembre 1967 un tribunal d'opinion, le Tribunal Russell se mit en place, siégeant en Suède puis au Danemark, pour accuser les États-Unis d'« agression » et de « génocide ». En France en 1965, la rédaction du Nouvel Observateur exigeait pour toute candidature journalistique au périodique, une condamnation sans appel des interventions américaines au Viêt Nam et à Saint-Domingue.
Dans son discours de réception du prix Nobel de littérature en décembre 2005, le Britannique Harold Pinter dénonce les crimes des États-Unis, jugés « systématiques, constants, vicieux, sans remords », et dissimulés par une « manipulation clinique dans le monde entier sous le masque d'une force universelle pour le bien »,.

### Critiques nationalistes
Les nationalistes, en particulier les nationaux-catholiques, nationalistes-révolutionnaires et les nationalistes de gauche s'opposent à l'américanisme, considérant que l'influence culturelle des États-Unis détruit leur culture, propagent le capitalisme apatride et le « sionisme international »[réf. nécessaire].
L'antiaméricanisme nationaliste ne se préoccupe pas de ce que les États-Unis font à l'intérieur de leurs frontières, mais rejette la relation inégale entre la France et les États-Unis et de la présence culturelle américaine fortement diffusée du au soft power. Le rejet de la dépendance aux États-Unis et la perception d'une relation dominant-dominé est également un facteur clé d'antiaméricanisme.
La Guerre en Irak de 2003 menée par les États-Unis avait été condamnée par la France qui n'avait pas soutenue l'invasion américaine, en ce sens, une forte campagne de francophobie a été mise en avant par le gouvernement américain. Cela a augmenté l'antiaméricanisme dans les mouvements nationalistes mais également parmi la population française en général.
Les nationalistes-révolutionnaires ont des valeurs directement opposées à celles des États-Unis : Ils sont contre le libéralisme culturel, économiquement socialistes, favorables à un étatisme nationaliste, favorable au Nationalisme culturel qui les opposent à l'importation d'éléments de cultures étrangères et favorables au conservatisme culturel,. De plus, ils sont opposés à l'immigration et géopolitiquement antisionistes,, ce qui contraste fortement avec les États-Unis, terre d'immigration, avec des valeurs libérales, défenseurs de l'extension de la démocratie libérale et favorable au capitalisme.
Les nationalistes de gauche reprochent notamment aux États-Unis leur capitalisme libéral et leur Impérialisme culturel, parfois leurs interventions militaires dont les conséquences peuvent provoquer de nombreux évènements défavorables à plusieurs pays du monde.
Les baasistes nationalistes arabes sont hostiles au gouvernement américain à cause de la menace qu'il fait peser sur eux. Les baasistes syriens, bien que fortement rivaux des baasistes irakiens, ont appuyé ces derniers au début de la Guerre d'Irak et ont protégé l'aile minoritaire de ce Parti Baas irakien entré en guérilla, Al-Awda., Par la suite, le soutien des américains aux rebelles syriens dont plusieurs groupes islamistes pendant la Guerre civile syrienne a rendu les relations entre le régime baasiste syrien et le gouvernement américain bien plus hostiles, en sommes car le soutien des américains à des groupes islamistes sunnites met notamment en danger les minorités religieuses (Alaouites, chrétiens etc..) qui sont majoritairement pro-gouvernementales.

### Aperçu des doctrines
La politique internationale des États-Unis s'est inscrite, au long de l'histoire, entre plusieurs pôles : isolationnisme, égalitarisme, universalisme démocratique et impérialisme postcolonial.
L’isolationnisme est une doctrine qui affirme que les États-Unis devraient se tenir à l'écart de la scène internationale. Cette politique a été appliquée tout le XIXe siècle jusqu'à la dernière phase de la Première Guerre mondiale, puis lors de l'entre-deux-guerres, jusqu'en 1941. Il faut également remarquer que le programme sur lequel George W. Bush a été élu président en 2000 était un programme isolationniste, qui s'est modifié seulement après les attentats du 11 septembre.
La politique égalitariste affirme que les États-Unis doivent agir sur la scène internationale comme n'importe quel autre État.
L’universalisme démocratique peut être compris par comparaison avec l'universalisme à la française. Alors que l'universalisme de la Révolution française voulait étendre la liberté, l'égalité et la fraternité à l'échelle européenne, l'universalisme démocratique américain voudrait étendre la démocratie dans le monde entier. Des accents universalistes démocratiques peuvent être perçus dans les discours de maints présidents américains, de la guerre froide à l'époque contemporaine.
L'impérialisme postcolonial serait une doctrine tacite, selon certains[réf. nécessaire] des gouvernements américains depuis le XIXe siècle, surtout depuis la Seconde Guerre mondiale. Il aurait eu ses premières bases à partir la « doctrine de Monroe » selon laquelle les États-Unis auraient la mission de protéger la sécurité du continent américain (des visées européennes) avec toutes les ambiguïtés que peut comporter cette notion. Bien que l'impérialisme n'ait jamais été revendiqué par les États-Unis (au contraire de pays comme la France, l'Espagne ou le Royaume-Uni) en tant que tel, les États-Unis ont occupé des territoires (par exemple, Cuba, Philippines, Vietnam, Irak, Afghanistan, Panama) à la place des anciennes puissances coloniales. Mais l'accusation d'impérialisme la plus souvent relayée dans les critiques contemporaines fait référence aux interventions ponctuelles des troupes américaines dans des territoires étrangers, et peut-être plus encore aux stratégies politiques et économiques menées par les États-Unis hors de leurs frontières, sans qu'ils n'interviennent d'une manière directe.
Ces différentes orientations de la politique extérieure des États-Unis, quoique concurrentes, ne sont pas incompatibles.

#### Du «Grand» à l’«hyperpuissance»
Si l'on remet souvent en cause l’hégémonie américaine dans le monde, on ne s’interroge que rarement sur les causes de cette situation. Certains intellectuels ont démontré que la désagrégation du bloc communiste, la crise du continent africain et l’incapacité de l’Union européenne à s’organiser ont provoqué la suprématie américaine après 1990. Revel pose, en outre, le problème du concept d’hyperpuissance, forgé en 1999, par le ministre français des Affaires étrangères Hubert Védrine : le terme « superpuissance » existant déjà, il est inutile, selon lui, de parler d’hyperpuissance d’autant que le préfixe grec hyper signifie la même chose que le préfixe latin super. Pour Revel et d’autres, le monde n'est pas unipolaire mais de plus en plus multipolaire avec la croissance des pays émergents. Selon Sylvain Allemand et Jean-Claude Ruano-Borbalan, les États-Unis ne chercheraient pas à dominer intentionnellement le monde mais simplement à protéger leurs intérêts et préserver leur sécurité. Dans cette logique, les attentats de 2001 ont provoqué un renforcement des interventions américaines dans le monde.

### Critique de la culture américaine
L'antiaméricanisme culturel dénigre la production culturelle et le mode de vie américains, accusés d'envahir le monde et de l'uniformiser.

#### Contre une culture de masse envahissante
Au XIXe siècle, les intellectuels français stigmatisaient un prétendu vide culturel aux États-Unis ; au siècle suivant, ils s’insurgent contre l’envahissement culturel en forgeant des néologismes tels que « macdonaldisation » ou « cocacolonisation ».
La culture américaine est pourtant le fruit des influences européennes (académie des beaux-arts, impressionnisme) puis mondiales. Certains pensent d’ailleurs que ce mélange des cultures permet d’expliquer le succès planétaire des productions culturelles américaines. La culture américaine s’est diffusée grâce à la mondialisation et au libéralisme. Mais elle ne s’impose pas par la force, comme le rappelle le politologue Joseph Nye avec la stratégie du soft power. Adrien Lherm reprend cette idée que les Américains profitent de la mondialisation sans l’imposer par la contrainte :

« […] L’exportation du modèle américain répond moins à un programme impérialiste qu’à la « pure « et simple logique du profit – gourmand, oui, mais pas conquérant au sens militaire et politique. Ce qu’ils s’emploient aujourd’hui à faire, à l’échelle de la planète, c’est moins à imposer un exemple […] qu’à assurer des débouchés à leur puissant secteur culturel […]. »

La culture de masse aux États-Unis a un rayonnement très important, mais le pays possède également un nombre important de galeries et de musées d'art (le Metropolitan Museum de New York, par exemple), de bibliothèques (la Bibliothèque du Congrès, la plus grande du monde), etc. Mais la France, elle-même a, à Paris, une grande bibliothèque américaine, The American Library in Paris.

#### Dénigrement du cinéma hollywoodien
L'Accord Blum-Byrnes de 1946 a donné au cinéma américain un avantage important en permettant que toutes les salles de cinéma françaises soient ouvertes aux films américains sauf une semaine par mois. Il existe un sentiment anti-Hollywood même si la plupart des gens[réf. nécessaire] continuent à regarder des films américains, qui font souvent plus de recettes que les productions locales. Aux États-Unis, les sympathisants du Parti démocrate considèrent Hollywood comme une tribune des idées progressistes (liberal)[réf. nécessaire], et Hollywood est considéré par nombre de sympathisants du Parti républicain comme un « repaire de gauchistes »[réf. nécessaire], au même titre que l'université de Californie à Berkeley.
Le cinéma américain est accusé de simplisme et d’angélisme. Ainsi on oppose le western américain manichéen, simpliste systématiquement raciste et anti-indien au western européen plus réfléchi. Pendant longtemps cette remarque n'était pas infondée mais elle a été abusivement généralisée. Un western de plus en plus complexe, plus critique à partir de la seconde guerre mondiale, le « surwestern », s'est progressivement imposé : les droits des Indiens (Buffalo Bill, La Flèche brisée, La Porte du diable, Bronco Apache, Les Cheyennes, Soldat bleu, Little Big Man, Buffalo Bill et les Indiens), la critique du racisme (La Prisonnière du désert, le Sergent noir, Les Deux Cavaliers), de la violence (L'Homme qui tua Liberty Valance), de la vengeance aveugle et de la justice expéditive (L'Étrange Incident, Johnny Guitare, L'Aventurier du Texas, Le vengeur agit au crépuscule, Bravados) le tout à la fois (Du sang dans le désert)… Selon l'expression en 1966 d'André Glucksmann « une mythologie sécularisée où une société tente de réfléchir sur ses contradiction sous couleur d'en refléter l'origine ». Le western européen, italien notamment, a souvent fait l'apologie de la vengeance, s'est cantonné à la recherche des 1001 manières de tuer et torturer. Par ailleurs, dans d'autres genres il existe de nombreux films et séries américains qui critiquent l'American way of life et le gouvernement américain.
- Voir aussi Cinéma de sécurité nationale

### Critique humaniste
L'antiaméricanisme résulte parfois d'un humanisme qui s'insurge contre certaines pratiques jugées barbares, comme l'exécution sur la chaise électrique ou la condamnation à perpétuité prononcée dans certains comtés de Californie après la deuxième récidive d'un menu délit. Les États-Unis sont le seul pays à avoir dit non aux résolutions des droits de l'enfant[réf. nécessaire] et un des seuls pays à n'avoir pas ratifié la Convention relative aux droits de l'enfant après l'avoir signée en 1995.
Human Rights Watch et Amnesty International dans un rapport publié conjointement en 2005 affirment qu'au moins 2 225 délinquants mineurs purgent des peines de prison à vie sans possibilité de libération conditionnelle (« Life without parole », ou LWOP) dans des prisons américaines pour des crimes commis avant l’âge de 18 ans. Par ailleurs, la prison aux États-Unis a en 2000, le taux d'incarcération le plus élevé du monde.
Un fort courant abolitionniste européen[réf. nécessaire] conteste le recours même à la peine capitale et argue que seuls de rares pays développés y ont encore recours (Japon, États-Unis).
La peine de mort n’est pas du ressort du gouvernement fédéral mais dépend des États fédérés. Certains de ces états l’ont supprimée ou ne l’appliquent pas. La peine de mort aux États-Unis n’est pas la même chose qu’en Chine : appliquée dans un état de droit, les condamnés ont des garanties de procédure et sont défendus par un avocat. Le sujet n’est pas tabou aux États-Unis et de nombreux films la remettent en question.

### Critique écologiste
D'un point de vue écologique, les États-Unis sont accusés de gaspiller les ressources non renouvelables (notamment le pétrole) et de ne pas chercher à réduire leurs émissions de substances polluantes (refus de ratifier le protocole de Kyoto sur la limitation de l'émission des gaz à effet de serre) dont ils sont de loin le plus gros producteur. Pourtant, le gouvernement américain est le premier à avoir institué les parcs nationaux et des efforts sont réalisés pour développer les énergies renouvelables. Le protocole de Kyoto est appliqué dans de nombreuses villes du pays et en Californie. Les nombreuses associations et les lobbies écologistes font pression sur le gouvernement.

### Critique du différentialisme
D'un point de vue universaliste[réf. nécessaire], les États-Unis sont accusés de différentialisme, c'est-à-dire de considérer les individus en fonction de leur origine nationale, ethnique et religieuse. Est en cause le système communautaire.
Le système de discrimination positive destiné à favoriser les personnes issues de minorités ethniques défavorisées serait également un exemple de différentialisme[réf. nécessaire].

### Critique du patriotisme

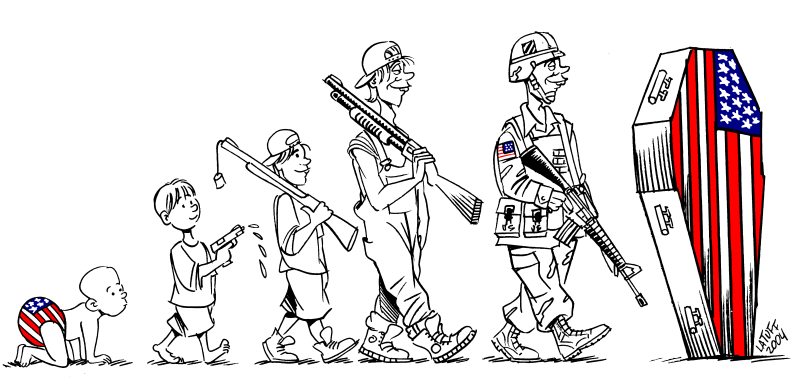
Unevolution par Carlos Latuff.

Les internationalistes et les pacifistes reprochent également le patriotisme des Américains ainsi que leur militarisme[réf. nécessaire].

### Questions de société
Les violences par arme à feu à l'origine de 30 000 morts par an dans un pays dont les citoyens détiennent 300 millions d'armes à feu, inégalités, etc. Les écrivains américains ont depuis longtemps relaté ces problèmes sociaux : William Faulkner, Tennessee Williams (dans la Fêlure), Sinclair Lewis, Tom Wolfe, John Dos Passos, Ruben Berrios Martinez. À la fin du XIXe siècle les muckrakers (littéralement « remueurs de boue ») étaient des journalistes américains qui dénonçaient les injustices sociales et les scandales. Au XXe siècle, la société américaine est critiquée parce qu’elle incarne le modèle capitaliste libéral. Les artistes du pop art et les écologistes mettent en accusation les gaspillages de la société de consommation née aux États-Unis.
On[réf. nécessaire] décrit également la société américaine comme une société injuste sans protection sociale ou solidarité. Or l’IDH américain est l’un des plus élevés du monde et l’espérance de vie est comparable à celle des autres pays industrialisés. Il existe également des programmes sociaux, et le nombre de pauvres n’est que légèrement supérieur à celui des autres nations développées.
Quant à l’accusation de l’échec du « communautarisme » américain, elle est surtout portée par les Français attachés au modèle républicain intégrateur. Ce n’est pas l’avis de tout le monde, comme en témoignent les propos du journaliste américain d'origine indienne Dinesh D'Souza :

« Les États-Unis ont réussi à intégrer des populations d'origines diverses en favorisant une culture de la réussite qui transcende les conflits religieux et ethniques. »

## Polémique au sujet du concept

### Antiaméricanisme et xénophobie
Dans certains cas[réf. nécessaire], la cristallisation de l'antiaméricanisme est vue comme de la xénophobie. L'« Américain » peut alors devenir la somme de toutes les critiques exprimées au pays, une accumulation de clichés : un Texan obèse ne mangeant que du fast-food, ignorant tout du monde extérieur et roulant dans un 4×4 polluant. Favorable à la peine de mort, il a pour seules passions les armes à feu et le drapeau étoilé. Il fait des patrouilles dans une milice pour empêcher les Hispaniques d'envahir sa patrie. Il est conservateur, puritain, contre l'avortement et le mariage homosexuel[réf. nécessaire]. Le stéréotype ayant un peu de vérité pour l'électorat républicain depuis l'ascension de Donald Trump, environ la moitié de la population est démocrate, mais cette gauche est rarement présentée à l'extérieur du pays même si elle a fait élire Barack Obama en 2008, puis Joe Biden en 2020.
On[réf. nécessaire] accuse entre autres l’émission satirique Les Guignols de l'info de ce type de caricature (par exemple, les militaires américains tous représentés par la même marionnette de Sylvester Stallone, n'ayant que violence et patriotisme en tête).
Une part de la xénophobie envers les Américains pourrait être liée à l'antisémitisme de l’extrême droite, la théorie du complot décrivant les États-Unis comme un pays gouverné par les Juifs. Ce mouvement xénophobe aurait connu un nouvel essor avec le soutien accordé à Israël. Pierre-André Taguieff écrit ainsi que « la judéophobie va désormais de pair avec une xénophobie antiaméricaine ».
Denis Jeambar reprend cette idée que l’antiaméricanisme est une forme de xénophobie en évoquant l’affaire du journaliste Daniel Pearl, égorgé par des islamistes au Pakistan : « Daniel Pearl était américain, mais c'était d'abord un journaliste et, à ce titre, un défenseur de ces valeurs universelles que sont les libertés de penser et de publier.… L'indignation française et européenne, si prompte à se manifester pour dénoncer le traitement des prisonniers taliban de Guantánamo, aurait donc dû retentir haut et fort. Hélas ! Nous n'avons rien entendu, ou si peu ».
Roger Garaudy (intellectuel d'abord lié au Parti communiste français, passé ensuite au négationnisme), auteur d'un pamphlet Qu'est-ce que l'anti-américanisme ? donne cette définition de l'antiaméricanisme : « L'anti-américanisme n'est ni une forme de nationalisme ni de racisme ni d'aucune forme du refus de l'autre, d'un autre homme ou d'un autre peuple. Il est la lutte contre un système, contre une conception de l'homme et d'un mode de vie. Historiquement il est né dans un continent qui tente de l'imposer au monde par la puissance des oligarques politiques, financiers et militaires aujourd’hui à la tête des États-Unis. Ils ne peuvent d'ailleurs le faire qu'avec la complicité et la servilité des dirigeants d'un grand nombre de pays ». On signalera aussi qu'en France à tout le moins aucun Américain n'a subi d'agressions physiques comme d'autres personnes qui ont subi le racisme, la xénophobie ou l'antisémitisme.
En Amérique latine, l'expression argotique gringo peut parfois avoir une portée péjorative pour désigner une personne d'un pays anglophone ou des États-Unis, bien que cela dépende du contexte comme le rappelle Roger Axtell. Un exemple connu d'usage à vocation péjorative du terme date de 2007, alors le président équatorien Rafael Correa ordonne l'expulsion de l'activiste américain Sean O'Hearn-Gimenez, militant de la Sea Shepherd Conservation Society, et déclare ne pas vouloir laisser des gringuitos se mêler des affaires des pêcheurs équatoriens (le terme gringuito, diminutif du terme "gringo" en espagnol, renforce ici la dimension péjorative du terme).

### Critique facile ou raisonnée?
Les critiques des États-Unis refusent généralement[réf. nécessaire] d'être décrits comme antiaméricains et arguent que le concept est le plus souvent employé de manière péjorative à leur encontre. Il est vrai que les détracteurs de l'antiaméricanisme le qualifient souvent de « primaire »[réf. nécessaire], formant ainsi l'expression « antiaméricanisme primaire ». Cette formule, assez souvent utilisée par les journalistes, discréditerait toutes les analyses critiques de la société et des valeurs américaines, même celles qui sont les plus recevables. Face à ce constat, Noam Chomsky, pourtant américain, écrit : « Le concept d'antiaméricanisme est intéressant. Son équivalent n'est utilisé que dans les États totalitaires et les dictatures militaires… Ainsi, dans l'Union soviétique, les dissidents étaient condamnés pour antisoviétisme. C'est un usage naturel parmi les personnes avec des instincts totalitaires bien implantés qui identifient la politique de l'État avec la société, la population, la culture. A contrario, les personnes ayant tant soit peu d'esprit démocratique traitent ces notions ridicules avec dédain. À supposer qu'une personne en Italie qui critique la politique italienne soit condamnée comme « anti-italienne », l'événement serait considéré comme trop ridicule même pour que l'on puisse en rire. »
Les antiaméricains disent que si les États-Unis n'ont pas connu de dictature, les Européens fraichement arrivés sur le continent ont construit leur nouvelle nation sur le génocide des Nord-Amérindiens, les « Américains » d'origine. On a même découvert, dans les années 1990, aux États-Unis même que le général William Sherman prononça en 1867, 75 ans avant Hitler, l'expression « solution finale au problème indien ». Ils soulignent aussi la bonne conscience colonialiste avec laquelle leur cinéma, le western, a longtemps présenté ces Amérindiens comme des agresseurs toujours repoussés par les agressés. Ils rappellent aussi l'élaboration en 1877, douze ans après l'abolition de l'esclavage de 1865, d'une ségrégation raciale séculaire à l'encontre des Noirs, qui formaient 10 % de la population[réf. nécessaire], accompagnée de nombreux lynchages d'hommes de couleur, pratiqués notamment par le Ku Klux Klan dans le Sud profond. En 1918 pendant la première guerre mondiale des divisions américaines de soldats blancs et noirs séparés, arrivèrent. Les Américains noirs, infériorisés par les Américains blancs racistes, furent au contraire bien accueillis par les Français. En même temps ils découvrirent en France des cafés fréquentés invariablement par des Blancs et des gens de couleur,,.[pertinence contestée].
Tout le problème de ce concept repose sur le préfixe « anti- », qui n'est pas, d'un point de vue linguistique, compatible avec la modération. L'« antiaméricanisme » est donc forcément total. Comme l'« antisoviétisme » qui avait cours au temps de l'Union soviétique, l'antiaméricanisme est forcément « primaire », même si cet adjectif concerne en premier lieu celui qui l'utilise afin de ne pas avoir à débattre avec lui[réf. nécessaire].
Jean-François Revel cite plusieurs exemples de discours antiaméricains : quelques jours après les attentats du 11 septembre 2001, la presse française sous-entendait que les Américains, dans leur ensemble, étaient responsables de la tragédie. Outre cette tentative d'amalgame, l’écrivain rappelle que l'antiaméricanisme consiste à reprocher aux États-Unis tout et son contraire. Washington est tour à tour taxé d'isolationnisme et d'impérialisme lorsqu’il s’agit des relations internationales : il donne pour cela l’exemple de l'intervention américaine dans les Balkans au cours des années 1990 : « Il faut, pour faire cesser ou diminuer les massacres, que les États-Unis se chargent de l’opération, successivement en Bosnie, au Kosovo et en Macédoine. Les Européens les remercient ensuite en les traitant d'impérialistes, tout en tremblant de frousse et en les qualifiant de lâches isolationnistes dès qu'ils parlent de retirer leurs troupes ».
D'autres exemples apparaissent régulièrement dans la presse française et internationale. Ainsi, après la victoire des démocrates au Congrès en novembre 2006, Courrier international indiquait : « Après avoir voulu diriger le monde, les États-Unis pourraient être tentés de se replier sur eux-mêmes. Une bien mauvaise idée […] Il serait imprudent de penser que la planète sera rendue plus sûre par une Amérique paralysée qui se désengage. Ce serait certes une bonne chose que l’Amérique soit moins adepte de l’unilatéralisme, mais sûrement pas qu’elle devienne isolationniste ».
Aussi, pour Revel, l’antiaméricanisme devient « primaire », irrationnel, lorsque la contestation est illogique et surtout dénué de fondements. La mauvaise connaissance du pays, de sa culture et de son histoire serait la cause de l’hostilité à l’égard des États-Unis. Si l’antiaméricanisme est une critique du système capitaliste libéral et non une attaque contre les Américains, alors pourquoi les États-Unis sont-ils toujours cités en exemple, ou plutôt en repoussoir, comme la référence obligée du discours journalistique et politique, alors qu’il existe d’autres pays qui pratiquent ce modèle économique ? D’après Revel, à force d’attaquer constamment et en toute mauvaise foi les Américains, ils finissent par ne plus écouter les critiques fondées qui leur sont adressées.

## Selon les pays

### Russie
Alexandre Douguine est un promoteur de l'anti-américanisme dont le but est d'encourager des conflits ethniques et raciaux, dans le but de déstabiliser le pays.

« de faire en sorte d'introduire du désordre géopolitique dans les activités intérieures des États-Unis, en encourageant toute forme de conflit ethnique et racial, en soutenant les mouvements dissidents, extrémistes, racistes et sectaires afin de déstabiliser le pays. »

— Alexandre Douguine

### Amériques

#### Canada
L'antiaméricanisme canadien se développa initialement pendant la guerre d'indépendance américaine. Les Canadiens francophones craignirent que les treize colonies à majorité protestante ne reconnaissent pas la culture française et la religion catholique, et les groupes indigènes s'inquiétèrent de la perte de la protection accordée par les traités signés avec le Royaume-Uni. Lorsque les colonies rebelles tentèrent d'envahir le Québec et de libérer leurs voisins de force, nombre de Canadiens commencèrent à considérer les Américains comme une nation arrogante, violente et dangereuse. Ces sentiments furent amplifiés par la migration subite de milliers de loyalistes hors des treize colonies.
Pendant la guerre de 1812, une force américaine envahit l'Amérique du Nord britannique, futur Canada. La menace américaine fut l'une des raisons de la confédération canadienne en 1867. Après de nombreuses attaques contre le Canada dirigées par la Fenian Brotherhood stationnée aux États-Unis et l'expansion de ces derniers vers l'Ouest, les Canadiens et les Britanniques sentirent une menace planer sur leurs terres. En fait, le gouvernement américain poursuivait le programme Manifest Destiny et cherchait à répandre leurs valeurs démocratiques chez leurs voisins septentrionaux.
Plus tard, un sentiment de compagnonnage avec les États-Unis se développa durant les deux guerres mondiales et rapprocha les deux pays sur les plans politique et économique. Les deux font aujourd’hui partie d'institutions communes comme l'OTAN et l'ALENA.
Les Canadiens plaisantent à l'envi au sujet de l'ignorance présumée des Américains aux cultures étrangères, notamment canadienne. Un thème revenant souvent est l'image d'Américains réactionnaires au sujet de l'état-providence, du féminisme, de l'avortement, de la peine capitale, des relations avec Cuba, de l'écologie, de l'homosexualité, de la lutte contre les drogues, de l'immigration, de la défense, etc.
L'antiaméricanisme canadien est désormais calqué sur la géopolitique du pays. En effet, les sondeurs tendent à distinguer l'antiaméricanisme québécois de l'antiaméricanisme anglophone. Leur portée est similaire, mais leurs expressions et manifestations divergent bien souvent, ce qui impose aux politiciens du pays de jongler avec ces deux perspectives. Ainsi, durant la campagne électorale de décembre 2005, le premier ministre, Paul Martin, a cherché à s'appuyer sur l'antiaméricanisme canadien, notamment québécois, en tenant des propos antiaméricains. Cela conduit l'ambassadeur des États-Unis au Canada, ce qui arrive parfois, à intervenir en pleine campagne électorale pour adresser des remontrances au gouvernement canadien.

#### États-Unis
Une partie des citoyens américains partagent certaines des critiques communément adressées à leur pays. Les conservateurs accusent régulièrement la gauche d'avoir des points de vue antiaméricains. Ces derniers sont convaincus que les conservateurs mènent à la destruction du pays. Ces accusations exagérées s'inscrivent dans les culture wars (guerres de culture) américaines qui divisent la population entre deux visions extrêmes et diamétralement opposées de la nation qui sont toutes les deux convaincues d'êtres les « vrais américains », chacun accusant l'autre de trahir l'idéal américain. Dans l'après-guerre le concept d'antiaméricanisme a servi de justification au maccarthysme : une commission sur les activités antiaméricaines fut créée chargée de traquer les communistes (ou supposés tels).

#### Amérique latine
Les États-Unis ont considéré[Quand ?] le reste du continent américain comme leur chasse gardée.
« C'est, pour les Latino-américains, un scandale insupportable qu'une poignée d'Anglo-Saxons, arrivés dans l'hémisphère beaucoup plus tard que les Espagnols… soient devenus la première puissance du monde. Il faudrait une impensable auto-analyse collective pour que les Latino-Américains puissent regarder en face les causes de ce contraste. C'est pourquoi, tout en sachant que c'est faux, chaque dirigeant politique, chaque intellectuel latino-américain est obligé de dire que tous nos maux trouvent leur explication dans l'impérialisme nord-américain »

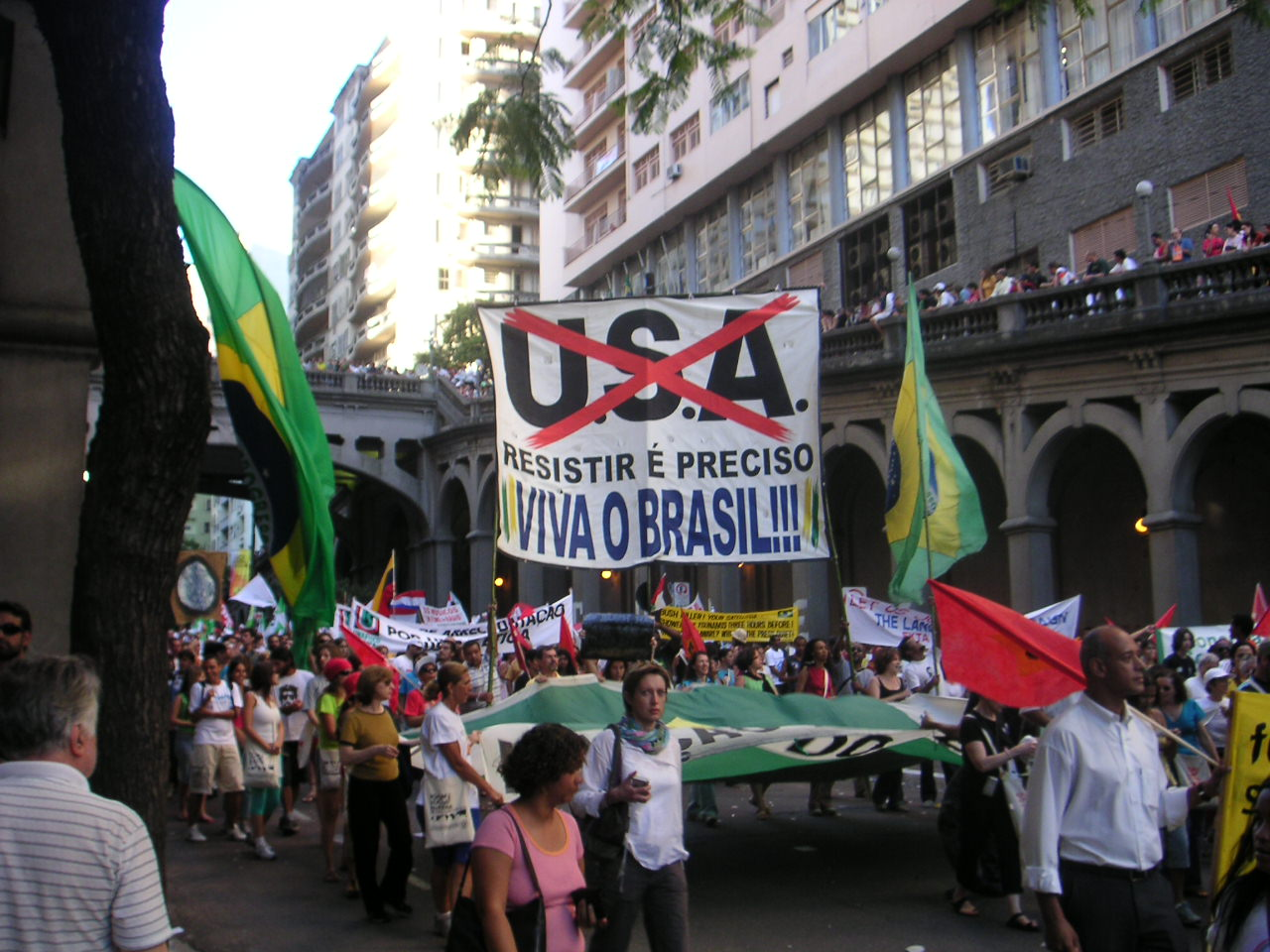
Bannière antiaméricaine lors d'une manifestation au Brésil.

Les complots contre les régimes de gauche, orchestrés la plupart du temps par la CIA pour faire valoir les intérêts de la « puissance néocoloniale » que sont les États-Unis dans cette région, ont incité la population à soutenir les positions antagonistes.
Hors pays arabo musulman et Moyen-Orient, les pays d'Amérique Latine sont parmi ceux avec l'opinion publique la plus antiaméricaine au monde selon une enquête menée par le Pew Research Center en 2007 : 40% d'opinion défavorable au Venezuela, 41% au Mexique, 51% au Brésil, 52% en Bolivie, et même plus de 70% en Argentine.
Au Venezuela, Hugo Chávez, président de 1999 à 2013 dont les discours sont fortement imprégnés par ce mode de pensée, met en œuvre un front anti-américain en partenariat avec l'Iran ; la rhétorique de Chavez est analysée comme ayant pour but de souder la nation vénézuélienne autour d'un ennemi commun. Le 20 septembre 2006 il dénonce l'attitude des États-Unis et de l'administration Bush lors de son discours à l'Assemblée Générale des Nations Unies. Le 11 août 2008, Chavez déclara au cours d'un meeting politique : « Allez en enfer, yankees de merde. Nous sommes un peuple digne, allez en enfer cent fois ».
De même, Rafael Correa, président de l'Équateur de 2007 à 2017, se fait également remarquer pour des tirades virulentes adressées envers l'impérialisme américain. Ainsi, alors qu'il n'est encore que ministre de l'économie et des finances sous le mandat d'Alfredo Palacio, il qualifie le président américain de l'époque George W. Bush de "simple d'esprit", et déclare, en réaction à la comparaison faite par Hugo Chávez entre Bush et le diable, qu'une telle comparaison est insultante pour le diable lui-même. Sa politique étrangère durant ses mandats de président témoigne de cet anti américanisme affiché : accords de coopération économique avec l'Iran et la Biélorussie, adhésion à l'Alliance Bolivarienne pour les Amériques aux côtés d'autres figure du Socialisme du XXIe siècle (Evo Morales, Hugo Chavez, etc.). Mais surtout, son soutien affiché envers le cybermilitant Julian Assange, fondateur de WikiLeaks, qu'il fait héberger dans l'ambassade équatorienne à Londres, cristallise les tensions entre le pays latino-américain et le gouvernement américain. Cet antiaméricanisme officialisé est à la fois idéologique, économique (hostilité au libre échange avec les États-Unis, accords envers des adversaires affichés des États-Unis) mais aussi diplomatique. En 2009, il impose également la fermeture de la base américaine de Manta. Toutefois, l'intellectuel et universitaire de gauche équatorien Gonzalo Abad note que « La politique étrangère de Correa et sa politique intérieure sont deux choses très différentes » : en effet, dans ses objectifs de maintien de la croissance, Correa n'hésite pas également à négocier auprès des grands groupes américains basés sur place, voire avec le gouvernement américain lui-même. Par exemple, il ne revient pas sur la dollarisation de l'économie équatorienne, et justifie cette décision dans une interview de décembre 2015 pour le journal Le Monde en ces termes, bien qu'il y reconnaisse les effets négatifs de celle ci dans l'économie du pays : « Mais sortir du dollar entraînerait pour les Equatoriens le chaos économique, social et politique. C’est impossible. Notre décision a donc été de maintenir la dollarisation, tout en profitant de ses avantages, comme le contrôle de l’inflation et la possibilité d’avoir des investissements à long terme. »

### Europe

#### Allemagne
L'ancienne Allemagne de l'Ouest se caractérisait par son américanophilie en raison du soutien américain après la Seconde Guerre mondiale : le plan Marshall et la réaction américaine au blocus de Berlin sont l'une des raisons du miracle économique des années 1950. En revanche, l'antiaméricanisme fut cultivé en Allemagne de l'Est par le régime communiste. Il continue d'être diffusé par les partis d'extrême droite NPD et DVU (par exemple, en assimilant le bombardement de Dresde à un holocauste), par la mouvance néo-nazie et par les communistes du DKP et du KDP. La politique, qualifiée d'« unilatérale », du président George W. Bush, notamment en termes d'interventions militaires et d'écologie, a contribué à l'émergence d'un sentiment antiaméricain y compris dans les partis politiques de gouvernement. Ainsi, en 2002 puis en 2003, le chancelier social démocrate Gerhard Schröder refuse, tout comme le président français Jacques Chirac, de soutenir la Guerre d'Irak, au nom de la dénonciation d'un unilatéralisme belliciste de la part des États-Unis en violation des lois internationales.

#### Belgique
Du fait que la Belgique abrite les plus hautes instances de l'OTAN, dont les États-Unis occupent un siège prédominant pour des raisons historiques, sa politique étrangère a toujours été mesurée, à l'image de ses conflits fédéraux intérieurs, cherchant les compromis plutôt que la guerre ouverte.
Il existe cependant quelques mouvements réclamant notamment le retrait des troupes américaines de son territoire (le SHAPE, installé à Casteau, dans le Hainaut) ainsi que le retrait des têtes nucléaires installées dans plusieurs bases aériennes. Le gouvernement a parfois relayé la question des missiles nucléaires, mais l'écho fit long feu ; certains ministres s'expriment contre la politique étrangère du président Bush à la suite de la guerre du Golfe notamment.
Le Parti du Travail de Belgique se dit également dans son programme favorable à une sortie de l'OTAN.

#### Espagne
L'antiaméricanisme espagnol débuta avec la guerre perdue en 1898 contre les États-Unis, qui signifia la fin des colonies espagnoles du Nouveau Monde.
Du côté de l'Axe Rome-Berlin-Tokyo au début de la Seconde Guerre mondiale et adversaire des Juifs et des francs-maçons, Francisco Franco adopta une attitude relativement neutre et puis favorable aux États-Unis en raison de la défaite de l'Axe et de son anticommunisme. Le pays, ruiné par la guerre civile, ne reçut cependant pas l'aide du plan Marshall, déception portée à l'écran dans la comédie Bienvenue Mr Marshall, qui reste un des classiques de l'antiaméricanisme espagnol.
L'opposition républicaine des années 1960 et des années 1970 voyaient dans les États-Unis le soutien à Franco. Le soutien de cette force politique aux guérillas sud-américaines d'inspiration marxiste (donc combattues par les États-Unis) renforça le sentiment antiaméricain.
Malgré un sentiment antiaméricain dans la population, l'Espagne a rejoint l'OTAN et participa, sous le gouvernement de José María Aznar et contre l'avis d'une majorité écrasante de la population, à la guerre en Irak aux côtés des États-Unis. En 2004, la population élisait le candidat socialiste, José Luis Rodríguez Zapatero, qui promettait un désengagement immédiat des troupes espagnoles d'Irak. Il garda sa promesse.

#### France
Selon les auteurs de Non merci, Oncle Sam ! (1999), « […] l'Amérique essaie d'imposer son ordre moral, économique et militaire. Elle règne sur le FMI, tient en dépendance les pays les plus pauvres, favorise la corruption en Russie. Elle dicte sa loi à l'ONU, soutient les Talibans d'Afghanistan et veut faire de l'Otan le maître militaire du monde […] elle tente de coloniser nos assiettes avec son bœuf aux hormones et les OGM de Monsanto. Elle rachète nos entreprises avec ses fonds de pension, exigeant de faire fondre la « mauvaise graisse » des salariés. Elle se dote d'une milice planétaire, l'OMC, à laquelle elle donne mission de régenter le commerce mondial, culture et santé comprises […]. L'Amérique, c'est le record d'obèses, le record absolu d'armes détenues par des personnes privées […], la peine de mort appliquée aux mineurs, le poids du puritanisme et des sectes, la dépendance des politiques vis-à-vis des lobbies et de la mafia, de plus en plus de pauvres… ».
L'antiaméricanisme est un phénomène minoritaire en France : en effet seuls 15 % des Français déclarent en mai 2007 éprouver de l'antipathie à l'égard des États-Unis. Les autres se partagent entre sympathie (30 %) et indifférence (55 %).
Un sondage réalisé par l'Institut français d'opinion publique en 2008 montre que l'hostilité envers les États-Unis est plus marquée chez les plus de 35 ans que chez les jeunes générations. Ainsi, à la question « Appréciez-vous beaucoup, assez, peu ou pas du tout les États-Unis d’Amérique ? », seuls 58 % des sondés de plus de 35 ans expriment une opinion positive concernant les États-Unis, soit dix points de moins que les moins de 35 ans (68 % d'opinion positive ) et quatre points de moins que la moyenne de l'ensemble d'opinion positive (62 %). Toujours selon cette étude, concernant l'image spontanée des États-Unis (la question étant « Quand vous pensez aux États-Unis, quel est le premier mot qui vous vient spontanément à l’esprit ? »), les sondés se déclarant hostiles envers les États-Unis se réfèrent à des sujets ou des évènements politiques (guerre en Irak, le Président Bush, la Maison-Blanche) là ou la majorité des sondés se réfèrent plutôt à la culture américaine (chanteurs, cinéma, séries, etc.). Toutefois, comme dans beaucoup de pays européens et occidentaux, la guerre d'Irak semble avoir grandement terni l'image des États-Unis auprès de l'opinion française, au moins sur le court et moyen terme : entre 2002 et 2003, l'image positive des États-Unis dans l'opinion française est passée de 63 à 31 %.
Mais selon les travaux de Philippe Roger (chercheur au CNRS), même s'il semble minoritaire, l'antiaméricanisme français serait un des plus virulents d'Europe occidentale, prenant racine dès le XVIIIe siècle.
L'antiaméricanisme est très présent parmi les altermondialistes et frontistes français : le 9 mai 1994 des militants du Groupe union défense, une organisation d'extrême droite, avaient organisé une manifestation contre l'impérialisme américain, rassemblement qui avait pourtant été interdit par le préfet de police,. On peut noter cependant que l'antiaméricanisme au sein du Rassemblement national a connu de nombreuses évolutions et altérations. Ainsi, dans les années 1980, Jean-Marie Le Pen exprimait une certaine sympathie pour le président américain de l'époque Ronald Reagan, appréciant sa critique de l'État-providence et son anticommunisme. Il assiste d'ailleurs à la convention du Parti républicain en 1984, alors que Reagan fait campagne pour sa réélection. De même, si Marine le Pen prônait explicitement une sortie de la France de l'OTAN en 2017 au nom de l'indépendance nationale, cette optique s'est progressivement effacée, et n'est plus explicitement réclamée par le Rassemblement national aujourd'hui. L'élection de Donald Trump en 2016, saluée par Marine le Pen, a pu contribuer à ce changement de perception de la puissance américaine, perçue comme un potentiel allié idéologique et diplomatique par le parti et sa présidente.
Aux élections présidentielles de 2017, plusieurs candidats portent une critique plus ou moins vive de l'influence américaine. C'est le cas notamment de Jean-Luc Mélenchon, candidat pour La France insoumise, dont le point 54 du programme "L'avenir en Commun", propose la sortie de la France de l'OTAN, ainsi que d'offrir l'asile politique aux lanceurs d'alerte Julian Assange (fondateur de WikiLeaks) et Edward Snowden (qui en 2013 a révélé le programme de surveillance de masse des États-Unis). De même, le candidat de l'UPR François Asselineau propose lui aussi la sortie de l'OTAN dans son programme présidentiel au point "garant de l'indépendance nationale". Jean Lassalle propose lui aussi une politique étrangère se détachant des intérêts et de la sphère d'influence diplomatique des États-Unis, à travers là encore une sortie a minima du commandement intégré de l'OTAN, ainsi qu'une réinstauration de relations diplomatiques avec le régime de Bachar el-Assad en Syrie.
En septembre 2021, la crise des sous-marins australiens ternit les relations entre les États-Unis et la France ; le « contrat du siècle » est annulé sans préavis et l'alliance AUKUS est dévoilée au terme d'échanges secrets ayant duré 18 mois. L'ambassadeur de France aux États-Unis est, pour la première fois, rappelé pour consultations.

#### Grèce
Le courant antiaméricain grec considère que c'est à l'Amérique qu'elle doit la dictature des Colonels, et que c'est sur son ordre qu'ils n'ont pas assumé le traité de défense conclu avec Chypre.
Andréas Papandréou, ancien premier ministre grec, mais aussi ancien citoyen américain durant son exil, écrit dans l'en-tête de son testament politique Démocratie au peloton d'exécution : « Mon pays est sous occupation et cette occupation est américaine. »
L’opinion grecque est celle de tous les pays où les États-Unis ont manifesté leur ingérence. Après la chute des Colonels, Konstantin Karamanlis doit en grande partie sa victoire, non à l'opinion des gens mais à la crainte d'une nouvelle dictature provoquée par les États-Unis. Míkis Theodorákis membre du parti communiste l'exprima ainsi : « Ou on vote à droite, ou c'est les tanks ».

#### Suisse
L'affaire des comptes en déshérence, comptes bancaires appartenant pour bon nombre à des Juifs disparus pendant la Seconde Guerre mondiale, a généré un certain sentiment antiaméricain dans ce pays[réf. nécessaire]. Bien que l'attitude des banques pendant la guerre ait été dénoncée de manière argumentée, le peuple suisse a été heurté par les accusations de collaboration avec le régime nazi, jugeant les États-Unis et ses tribunaux comme étant intervenus dans les affaires d'un pays étranger. 
 (août 2012).
La Suisse est l'un des pays européens qui exprima la plus forte opposition à Bush dans les enquêtes d'opinion publique, avant tout en raison du soutien américain inconditionnel à Israël, et des guerres en Irak et en Afghanistan.

### Moyen-Orient
De manière générale, le Moyen-Orient, à très forte majorité musulmane, est sujet à de forts sentiments antiaméricains, l'une des raisons principales étant le soutien jugé inconditionnel des États-Unis envers Israël. De même, les interventions militaires américaines ont augmenté l'appréhension des habitants du Moyen-Orient[réf. nécessaire].

#### Palestine
Au sein des territoires soumis au contrôle de l'Autorité palestinienne ainsi que dans les territoires occupés, l'opinion publique y est la plus antiaméricaine au monde, d'après une étude du Pew Research Center de 2007 : 86% des sondés palestiniens auraient une opinion défavorable des États-Unis, soit le taux d'opinion défavorable le plus élevé au monde recensé dans cette étude.

#### Iran
Mais il y a eu aussi le cas iranien : le renversement du Premier ministre d'Iran Mohammad Mossadegh en 1953 par la CIA amena l'instauration d'une monarchie corrompue et particulièrement sanglante, tout comme une mainmise du pays par les multinationales américaines. La révolution iranienne de 1979 renversa cette dictature et par voie de conséquence frappa les États-Unis (qualifiés de « Grand Satan ») par une prise d'otages à l'ambassade américaine. La libération des diplomates sera effectuée en échange de la promesse de non-ingérence des États-Unis dans la politique intérieure de l'Iran, du dégel des fonds iraniens et de l'assurance qu'aucune poursuite judiciaire ne sera lancée contre les autorités iraniennes (accords d'Alger).
Un violent antiaméricanisme suivra également le soutien apporté par le président Reagan à l'Irak dans la guerre contre l'Iran et la destruction par un croiseur américain, le 3 juillet 1988, d'un Airbus iranien transportant 290 civils.

#### Afghanistan
L'Afghanistan est un autre exemple de l'antiaméricanisme présent au Moyen-Orient. En effet, la prise du pouvoir des talibans, la débâcle des troupes afghanes et américaines et le retrait forcé de l'armée américaine nous montre une fois de plus l'antiaméricanisme présent dans ces régions plus qu'autre part dans le monde[Interprétation personnelle ?].

### Asie

#### Japon
À la suite des explosions nucléaires des bombes de Hiroshima et de Nagasaki, certains Japonais gardent un sentiment hostile envers les États-Unis[réf. nécessaire]. Cependant, le Japon a connu après la Seconde Guerre mondiale un redressement fortement aidé par les États-Unis. Il est aujourd’hui le principal allié des États-Unis dans l'Océan pacifique avec l'Australie et, les deux se trouvent très dépendants de la protection américaine.
Ces facteurs contradictoires (non-violence et opposition aux armes nucléaires, opposées à l'intérêt stratégique national) expliquent à la fois l'appui apporté par le gouvernement japonais aux États-Unis lors de l'invasion de l'Irak en 2003 et la réticence populaire à cet appui. Ainsi, selon une enquête du Pew Research Center de 2007, 36 % de la population japonaise aurait une opinion défavorable des États-Unis.